# Le Christ recrucifié
Le Christ recrucifié (en grec moderne : Ο Χριστός Ξανασταυρώνεται, « Ό Christόs Xanastavrόnetai ») est un roman de l'écrivain grec Níkos Kazantzákis publié d'abord sous forme de traductions à partir de 1950, puis en grec à Athènes en 1954.
Le récit relate la préparation de la Passion du Christ par les habitants du village de Lycovrissi, en Anatolie, sous l'Empire ottoman.
Le roman est rédigé au cours de l'exil de l'auteur à Antibes en 1948. Il est d'abord publié dans diverses traductions : en suédois en 1950, puis en norvégien et allemand en 1951, en danois, finlandais et néerlandais en 1952, enfin, en anglais en 1953. La version originale en grec ne paraît qu'en 1954, un an avant la première traduction en français parue en 1955.

## Résumé de l'intrigue
L’histoire raconte les tentatives d'une communauté villageoise grecque désirant mettre en scène la Passion du Christ. Elle se déroule dans un village grec, Lycovrissi, 'La Fontaine-au-Loup', sous domination ottomane.
Le village met donc en scène la Passion, tous les sept ans et les anciens du village choisissent les acteurs parmi les villageois. Manolios, qui est choisi pour jouer le rôle du Christ, est un humble garçon, un berger qui fut novice dans un monastère. Yannakkos devient l’apôtre Pierre. C'est un marchand-colporteur qui voyage avec son âne dans les villages et vend ses objets. Il est chaleureux, naïf et aime son âne par-dessus tout. Michelis, le fils du vieux noble riche Patriarcheas, devient l’apôtre Jean. Kostandis, le propriétaire du café du village, est l'apôtre Jacques le Majeur. Il a bon cœur, il veut partager mais est un peu perdu. Vient ensuite Panayotaros, qui est choisi pour être Judas. C'est un homme sauvage et passionné, en attente de vengeance. La veuve Katerina est Marie-Madeleine. C’est la prostituée du village. Elle est belle mais marginale dans le village. Elle ne se soucie de l’opinion de personne. Elle est toutefois la plus généreuse et finit par donner sa vie pour ce en quoi elle croit.
Les anciens de Lycovrissi sont ensuite présentés. Il y a le prêtre Grigoris - un homme dominateur qui plie la volonté de Dieu à la sienne. Archon Patriarcheas est le chef du village. Il ne vit que pour son propre plaisir. Le vieux Ladas est un avare obsédé par son argent mais qui vit dans la pauvreté pour ne pas avoir à le dépenser. Hadji Nikolis est le maître d'école, qui a les meilleures intentions mais qui est inefficace, hanté par la peur de son frère, le prêtre.
Toute l'histoire est rehaussée par la famille turque de l’Agha, seigneur de Lycovrissi. Il vit dans un luxe tout oriental, buvant comme un trou, aimant le raki et les jolis garçons. Hussein est le gardien, un géant oriental qui fait tout ce que son maître lui demande.
Le prêtre Fotis est un autre personnage. Il est venu au village avec tout un groupe de villageois affamés d'un village dévasté qui a été envahi par les Turcs et qui cherchent un abri à Lycovrissi. Repoussés par le prêtre Grigoris, les réfugiés se retirent sur les pentes dénudées de la montagne voisine Sarakina, où ils continuent de mourir de faim.
Les villageois, gens simples et sérieux aimant Manolios, qui joue le Christ, Yannakos, l’apôtre Pierre, Michelis, l’apôtre Jean, etc., sont endoctrinés par les anciens. Le principal protagoniste est le saint et authentique prêtre, le père Fotis, venu au village pour demander de l'aide pour des centaines de personnes affamées et mourantes, qui s'est détourné du village et a trouvé refuge dans la montagne désertique. Là, il tente de survivre avec l'aide de Manolios, Yannakos, Michelis et Konstandis. Le père Grigoris, craignant pour son pouvoir sur le village, commence sa campagne de haine contre le prêtre et son peuple, puis contre le reste du groupe. Un moment, Manolios donne sa vie pour sauver le village, mais il est sauvé à la dernière minute. Le venin des anciens du village frappe même l’Agha, mais celui-ci reste dans son confort, trop angoissé à l’idée de perdre son pouvoir.
Manolios met alors fin à son engagement et va vivre sur la colline, priant Dieu et obéissant à sa voix. Michelis abandonne ses richesses et vient habiter chez Manolios. Cela exaspère son père qui finit par en mourir. L’un des personnages principaux, l’apôtre Judas, Panayotaros, ne change pas vraiment de caractère, mais devient très dangereux et se révèle être un vrai Judas. Sa vie ne lui importe plus depuis le décès de la veuve Katerina, à qui il vouait une passion folle. C’est lui qui espionne les habitants de la montagne, ainsi que Michelis et Manolios, et le signale au père Grigoris, l’un des principaux méchants.
Finalement, une foule composée de villageois viennent tuer Manolios :
«Un instant, le cœur de Manolios lui manqua. Il se tourna vers la porte. Elle était fermée. il regarda les trois lampes allumées et, sous elles, les icônes chargées d'ex-voto : un Christ aux joues rouges, les cheveux soigneusement peignés, qui souriait ; la Vierge Marie, penchée sur l'enfant, ne s'intéressait pas à ce qui se passait sous ses yeux. Saint Jean Baptiste prêchait dans le désert.
Manolios leva les yeux vers la voûte de l'église et découvrit dans la pénombre le visage du Tout-Puissant, penché sur l'humanité, impitoyable. Il regarda la foule autour de lui. C'était comme si, dans l'obscurité, il voyait des lueurs de poignards. La voix stridente du vieux Ladas résonna une fois de plus : «Laissons-le !» Au même moment, de violents coups furent assénés à la porte ; tous se turent et se tournèrent vers l'entrée ; on pouvait entendre distinctement des voix furieuses : « Ouvrez! Ouvrez! » ; « C’est la voix du père Fotis! » cria quelqu'un. « La voix de Yannakos », dit un autre ; « les Sarakini sont venus nous le prendre! »
La porte fut secouée violemment, ses gonds craquaient ; on pouvait entendre un grand tumulte d'hommes et de femmes à l'extérieur.
« Ouvrez, meurtriers! N'avez-vous pas peur de Dieu? » demanda distinctement le père Fotis.
Le prêtre Grigoris leva les mains. « Au nom du Christ, cria-t-il, je prends le péché sur moi! A toi, Panayotaros! » Panayotaros sortit le poignard et se tourna vers le père Grigoris. « Avec votre bénédiction, mon père ? » demanda-t-il. « Avec ma bénédiction, frappe! »...
Le prêtre Fotis et son peuple emportèrent le cadavre de Manolios sur la montagne. Il s'agenouilla à côté de lui et lui prit les mains.
Vers minuit, la cloche commença de sonner, appelant les chrétiens à l'église, pour voir le Christ en sa naissance. Une à une, les portes s'ouvrirent et les chrétiens se précipitèrent vers l'église, frissonnant de froid. La nuit était calme, glacée, sans étoile.
Le prêtre Fotis écouta la cloche sonner joyeusement, annonçant la venue du Christ sur la terre pour sauver le monde. Il secoua la tête et poussa un soupir : « En vain mon Christ, c’est vraiment en vain, murmura-t-il. Deux mille ans se sont écoulés et les hommes te crucifient encore. Quand vas-tu naître, mon Christ, pour ne plus être crucifié, mais vivant parmi nous pour l'éternité ? »

## Adaptations

### Cinéma
- 1957 : Celui qui doit mourir, film franco-italien réalisé par Jules Dassin, adaptation du roman Le Christ recrucifié

### Opéra
- 1961 : La Passion grecque (Řecké pašíje), opéra en quatre actes du compositeur tchèque Bohuslav Martinů sur un livret du compositeur inspiré du roman Le Christ recrucifié

## Source
- (en) Cet article est partiellement ou en totalité issu de l’article de Wikipédia en anglais intitulé « Christ Recrucified » (voir la liste des auteurs).